# Koštěnický potok (přírodní památka)
Koštěnický potok je přírodní památka jihovýchodně od Stráže nad Nežárkou a západně od Nové Bystřice v okrese Jindřichův Hradec v Jihočeském kraji. Tvoří ji údolní niva Koštěnického potoka chráněná v délce asi čtyř kilometrů přibližně mezi Novým Vojířovem a Staňkovským rybníkem. Předmětem ochrany jsou rostlinná společenstva s výskytem klínatky rohaté.

## Historie
Potoční niva byla až do poloviny dvacátého století využívána převážně jako louka. Po jejím začlenění do pohraničního pásma hospodaření na loukách ustalo. Součástí přírodní památky je Novomlýnský rybník ze čtrnáctého století, který slouží především k rekreaci hostů hotelu Peršlák.
Chráněné území vyhlásil Krajský úřad Jihočeského kraje v kategorii přírodní památka s účinností od 24. prosince 2022. V roce 2009 bylo území vyhlášeno jako evropsky významná lokalita Koštěnický potok s rozlohou 29,6 hektaru.

## Přírodní poměry
Přírodní památka s rozlohou 27,92 hektaru leží v nadmořské výšce 473–490 metrů v katastrálních územích Dolní Lhota u Stráže nad Nežárkou, Nový Vojířov a Sedlo u Číměře v okrese Jindřichův Hradec. Nachází se v Javořické vrchovině, podél Koštěnického potoka přibližně v úseku, který začíná západně od Nového Vojířova a končí na jižním úbočí vrchu Schullerův kámen. Území je součástí přírodního parku Homolka–Vojířov. Část jihozápadně od Novomlýnského rybníka zasahuje do ptačí oblasti Třeboňsko a vede podél státní hranice s Rakouskem.

### Abiotické poměry
Geologické podloží tvoří moldanubický pluton s dvojslídnou žulou číměřského typu, kterou překrývají předkvartérní písčitojílové sedimenty. Na nich se vyvinuly půdní typy kambizem pseudoglejová a pseudoglej typický nebo organozemní. V geomorfologickém členění Česka přírodní památka leží v Javořické vrchovině, konkrétně v jejím podcelku Novobystřická vrchovina a okrsku Číměřská kotlina, tvořeném protáhlou sníženinou ve směru severovýchod–jihozápad.
Koštěniký potok je v severní části území zahlouben přibližně dva metry pod úroveň terénu. Pod Novomlýnským rybníkem teče mělkým korytem lemovaným mokřady v ploché údolní nivě. Rozloha rybníka měří 7,3 hektaru, ale využitelná vodní plocha je asi poloviční.
V rámci Quittovy klasifikace podnebí se přírodní památka nachází v mírně teplé oblasti MT7, pro kterou jsou typické průměrné teploty −2 až −3 °C v lednu a 16–17 °C v červenci. Roční úhrn srážek dosahuje 650–750 milimetrů, počet letních dnů je třicet a čtyřicet, mrazových dnů 110–130 a sníh v ní leží šedesát až osmdesát dnů v roce.

### Flóra
V severní části území, přibližně k pískovně Nového Vojířova, převládají kulturní nivní louky, které dále po proudu střídá mozaika mokřadních společenstev, zejména olšin a mokřadních vrbin. Nad Novomlýnským a Staňkovským rybníkem se nachází ostřicové rašeliníkové louky.
Ke druhům rostlin zapsaných na Červené seznamy patří ďáblík bahenní (Calla palustris) rostoucí v litorální pásmo rybníka a v mokřadních olšinách, rosnatka okrouhlolistá (Drosera rotundifolia), žebratka bahenní (Hottonia palustris) a vrbina kytkokvětá (Lysimachia thyrsiflora).

### Fauna
Území poskytuje vhodné podmínky pro výskyt hmyzu, ptáků a vodních živočichů. Početné je zastoupení bělopáska tavolníkového
(Neptis rivularis) vázaného na tavolníkové porosty nad Novomlýnským rybníkem. V počtech jednotlivých kusů byli při inventarizačním průzkumu v roce 2019 nalezeni také ohniváček černočárný (Lycaena dispar), soumračník čárkovaný (Hesperia comma), bourovec měsíčitý (Cosmotriche lobulina), píďalka prameništní (Lampropteryx otregiata), píďalka vachtová (Orthonama vittata), bourovec jetelový (Lasiocampa trifolii), osenice písečná (Agrotis vestigialis) nebo vážka žlutoskvrnná (Orthetrum coerulescens). Větší populace mělo šidélko kopovité (Coenagrion hastulatum) a silně ohrožená klínatka rohatá (Ophiogomphus cecilia).
Z obojživelníků byli zaznamenáni čolek horský (Ichthyosaura alpestris), čolek obecný (Lissotriton vulgaris), skokan zelený (Pelophylax esculentus) a ropucha obecná (Bufo bufo). Stabilní a rozmnožující se populace je doložena jen u skokana zeleného, ale lze ji předpokládat také u obou druhů čolků. Přímo v potoce žije populace kriticky ohrožené mihule potoční (Lampetra planeri) a v místech s písčitým dnem zástupci silně ohroženého druhu sekavec.
Vzácní nebo ohrožení ptáci využívají území přírodní památky jako potravní teritorium nebo byli pozorováni při přeletech. Přímo v chráněném území pravděpodobně hnízdí krahujec obecný (Accipiter nisus). Zaznamenáni byli čáp černý (Ciconia nigra), krkavec velký (Corvus corax), vlaštovka obecná (Hirundo rustica), sluka lesní (Scolopax rusticola), orel mořský (Haliaeetus albicilla), jestřáb lesní (Accipiter gentilis) a ledňáček říční (Alcedo atthis).